# Konopnica
Pour les articles homonymes, voir Konopnica (homonymie).
Konopnica (en serbe cyrillique : Конопница) est un village de Serbie situé dans la municipalité de Vlasotince, district de Jablanica. Au recensement de 2011, il comptait 828 habitants.

## Démographie
| 1948 | 1953 | 1961 | 1971 | 1981 | 1991  | 2002 | 2011 |
| ---- | ---- | ---- | ---- | ---- | ----- | ---- | ---- |
| 845  | 900  | 924  | 978  | 989  | 1 020 | 989  | 828  |

|  |